# Alive 2006/2007
Alive 2006/2007 fue una gira musical del dúo de música electrónica Daft Punk, su primera gira como grupo desde 1997. Mientras los conciertos realizados en 2006 no entregaban un título formal, las interpretaciones de 2007 fueron promocionadas como «Alive 2007». Todos los performances ocurridos en esos dos años fueron más tarde llamados en su totalidad como «Alive 2006/2007».
La gira fue reconocidos con elogios y una crítica aclamada. The Times describió el conjunto de Daft Punk como un «memorable espectáculo sensorial, deslumbrante y ensordecedor».

## Historia

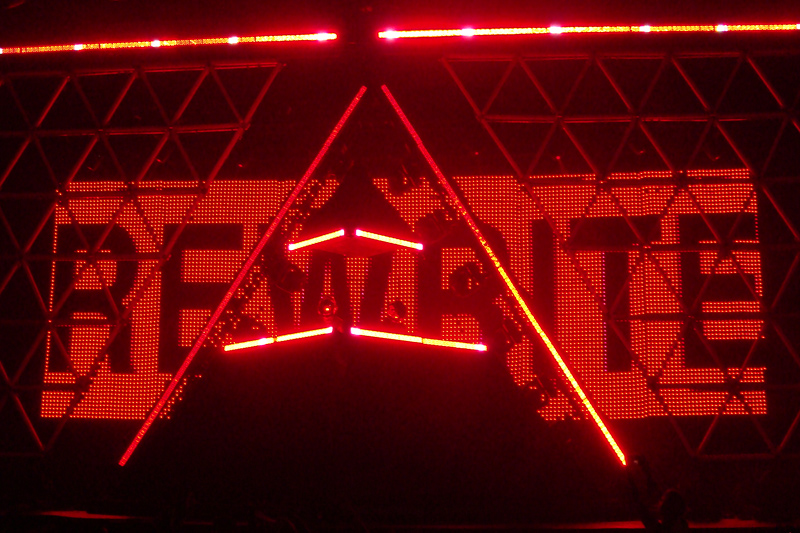
Daft Punk interpretando «Technologic» mientras las pantallas repiten las palabras en rojo.

La gira comenzó con un único performance en los Estados Unidos en el Festival de Coachella en Indio, California en mayo de 2006. Varios presentaciones en festivales en Europa siguieron a través del verano. Dos interpretaciones consecutivas también tomaron lugar Festival de Summer Sonic en Japón, llevado en Osaka y Chiba respectivamente. La presentación final de Daft Punk del año ocurrió en otoño, cuyo visitaron América del Sur y presentaron su segundo espectáculo estadounidense en el Festival de Bang! Music en Miami, Florida.
En junio de 2007, el dúo continuó de gira, comenzó con una aparición en el Festival Musical de RockNess en Reino Unido. Después, promovieron espectáculos e interpretaciones de festivales en Europa, el acto retornó a América del Norte para un presentación completamente desarrollada en su octava fecha. Esto alcanzó varios mercados por primera vez en su excursión e incluyó un presentación de entrada en el Festival de Lollapalooza en Chicago. Siguió una segunda manga en octubre, consistiendo en una aparición en el Festival de Vegoose en Las Vegas, Nevada y tres espectáculos en México.
En diciembre de 2007, el dúo retornó a Japón para presentar en tres fechas. Esto fue seguido por una serie de shows especiales en Australia, denominada «Never Ever Ly». Las fechas incluyeron giras regulares SebastiAn y Kavinsky y fueron los eventos que se vendían con mucha rapidez en la carrera de los Daft Punk. La gira finalmente culminó en Sídney en Showground Main Arena

## Estructura

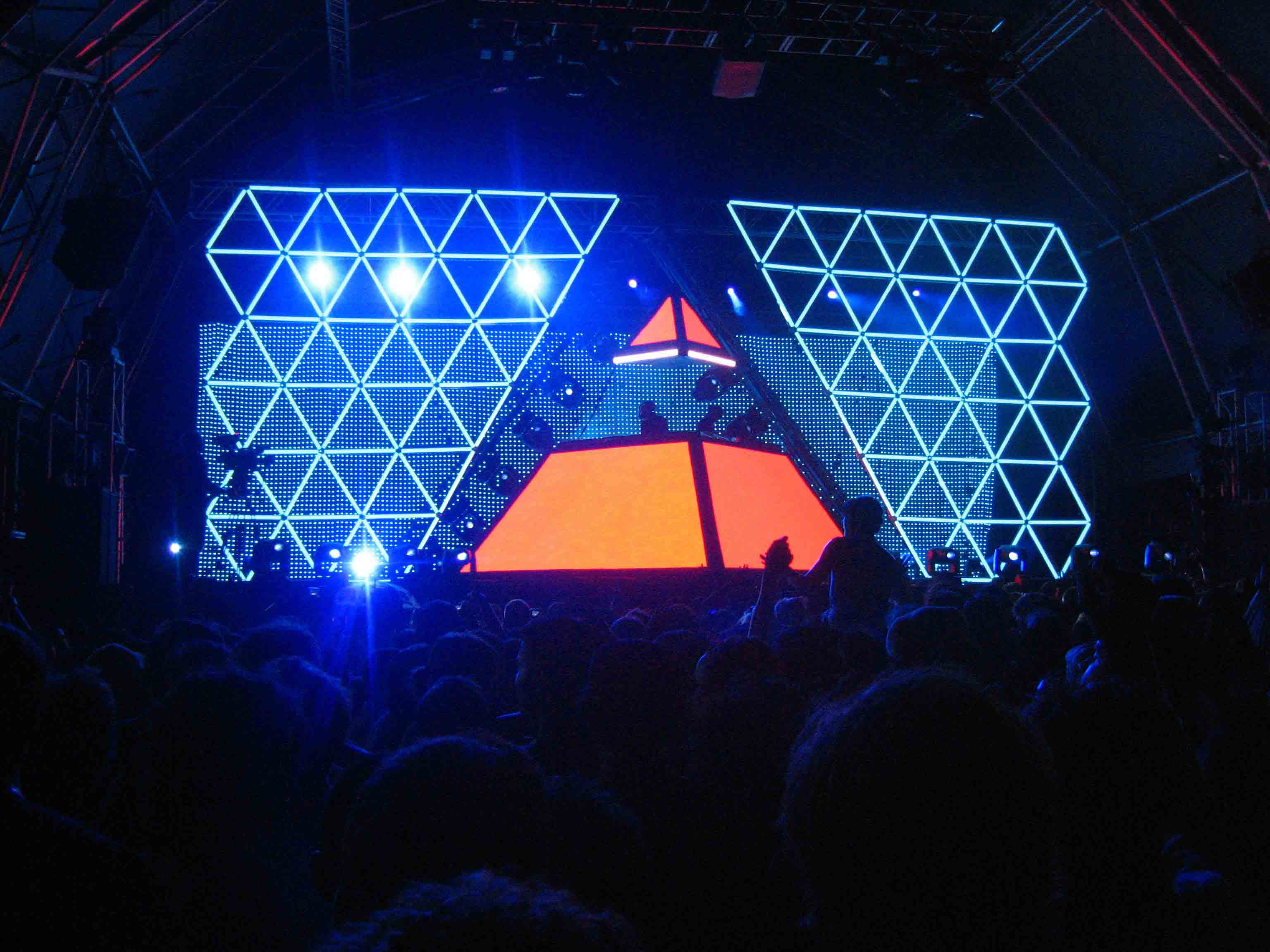
Pirámide iluminándose al ritmo de la música, durante un concierto del festival Summercase en Barcelona.

El escenario de la gira es una estructura metálica compleja con patrones triangulares, y que cada pieza se enciende en una luz propia. En el centro se alza un podio triangular donde se encuentra Daft Punk pinchando la música, y detrás de ellos se muestra una gran pantalla de proyección.
El dúo usó Ableton Live para aprovechar toda la tecnología para reproducir la música a lo largo del show. Daft Punk accedía al hardware remotamente con controladores MIDI Behringer BCR2000 y una pantalla táctil JazzMutant Lemur dentro de la pirámide. Unidades Minimoog Voyager RME fuero también implementadas para los performances en vivo. Las cuatro unidades Voyager y los dos mezcladores Behringer permitieron a los Daft Punk poder «mezclar, barajar, disparar loops, filtrar, distorsionar samples, equalizar, transponer o destruir y deconstruir línea sintetizadas». La mayoría de los equipos se mantienen lejos durante las presentaciones en vivo en las torres del escenario. Al comienzo de «Robot Rock», «Face to Face» y al finalizar «Too Long», Daft Punk distorsionan las pistas pesadamente, «destruyéndolas» como casetes mal reproducidas.
Las visualizaciones de la gira fueron mostradas por XL Video. La compañía proporcionó unidades de Mac Pro Catalyst v4 y Final Cut Pro. Daft Punk se acercó a la compañía con sus conceptos visuales para los shows. «Ellos vinieron a nosotros con una idea elegante y ordenada de lo que buscan», dijo el director de XL Video, Richard Burford. «Ellos buscaron mezclar sus vídeos en vivo con efectos. Usando las Mac Pros, fueron capaces de tomar ocho fuentes digitales y tratarlos como flujos de vídeo. Luego, ellos usarían Catalyst para coordinar el video con los efectos de luz y añadir sus propios efectos en el vuelo. El resultado final en video serán mostrados a través de las pantallas LED».

## Grabación
Un álbum en vivo titulado Alive 2007, que incluye el performance del dúo en el Palais Omnisports de Paris-Bercy, fue lanzado en noviembre de 2007. El álbum ganó un premio Grammy por «Best Electronic/Dance Album» en 2009.

## Repertorio
1. «Robot Rock»/«Oh Yeah»
2. «Touch It»/«Technologic»
3. «Television Rules the Nation»/«Crescendolls»
4. «Too Long»/«Steam Machine»
5. «Around the World»/«Harder, Better, Faster, Stronger»
6. «Burnin'»*/«Too Long»
7. «Face to Face»/«Short Circuit»
8. «One More Time»/«Aerodynamic»
9. «Aerodynamic Beats»/«Forget About the World»
10. «The Prime Time of Your Life»/«The Brainwasher»/«Rollin' & Scratchin'»/«Alive»
11. «Da Funk»/«Daftendirekt»
12. «Superheroes»/«Human After All»/«Rock'n Roll»
13. «Human After All"/«Together»/«One More Time (reprise)»/«Music Sounds Better with You»[1]

- 1^ = Tocada solo en fechas de 2007.

## Fechas
| Fecha                       |                             | Ciudad                | País           | Lugar                                  |
| --------------------------- | --------------------------- | --------------------- | -------------- | -------------------------------------- |
| Estados Unidos              |                             |                       |                |                                        |
| 29 de abril de 2006         | Bandera de Estados Unidos   | Indio, CA             | Estados Unidos | Coachella Valley Music y Arts Festival |
| Europa y Japón              |                             |                       |                |                                        |
| 30 de junio de 2006         | Bandera de Francia          | Belfort               | Francia        | Eurockéennes Festival                  |
| 14 de julio de 2006         | Bandera de España           | Barcelona             | España         | Summercase Festival                    |
| 15 de julio de 2006         | Bandera de España           | Madrid                | España         | Summercase Festival                    |
| 26 de julio de 2006         | Bandera del Reino Unido     | Stratford-upon-Avon   | Reino Unido    | Global Gathering Festival              |
| 8 de agosto de 2006         | Bandera de Portugal         | Zambujeira do Mar     | Portugal       | Sudoeste Festival                      |
| 12 de agosto de 2006        | Bandera de Japón            | Osaka                 | Japón          | Summer Sonic Festival                  |
| 13 de agosto de 2006        | Bandera de Japón            | Chiba City            | Japón          | Summer Sonic Festival                  |
| 19 de agosto de 2006        | Bandera de Bélgica          | Hasselt               | Bélgica        | Pukkelpop Festival                     |
| 28 de agosto de 2006        | Bandera de Irlanda          | Dublín                | Irlanda        | Marlay Park                            |
| 9 de septiembre de 2006     | Bandera de Polonia          | Varsovia              | Polonia        | Summer of Music Festival               |
| Sudamérica y Estados Unidos |                             |                       |                |                                        |
| 27 de octubre de 2006       | Bandera de Brasil           | Río de Janeiro        | Brasil         | TIM Festival                           |
| 29 de octubre de 2006       | Bandera de Brasil           | São Paulo             | Brasil         | TIM Festival                           |
| 2 de noviembre de 2006      | Bandera de Chile            | Santiago de Chile     | Chile          | Sue Festival                           |
| 4 de noviembre de 2006      | Bandera de Argentina        | Buenos Aires          | Argentina      | Bue Festival                           |
| 11 de noviembre de 2006     | Bandera de Estados Unidos   | Miami, FL             | Estados Unidos | Bang! Music Festival                   |
| Europa                      |                             |                       |                |                                        |
| 10 de junio de 2007         | Bandera del Reino Unido     | Inverness             | Reino Unido    | RockNess Festival                      |
| 14 de junio de 2007         | Bandera de Francia          | París                 | Francia        | Palais Omnisports Bercy                |
| 16 de junio de 2007         | Bandera del Reino Unido     | Londres               | Reino Unido    | O2 Wireless Festival                   |
| 17 de junio de 2007         | Bandera del Reino Unido     | Leeds                 | Reino Unido    | O2 Wireless Festival                   |
| 23 de junio de 2007         | Bandera de Turquía          | Estambul              | Turquía        | Turkcell Kuruçeşme Arena               |
| 26 de junio de 2007         | Bandera de Francia          | Nîmes                 | Francia        | Arènes de Nîmes                        |
| 29 de junio de 2007         | Bandera de Alemania         | Düsseldorf            | Alemania       | Philipshalle                           |
| 30 de junio de 2007         | Bandera de Alemania         | Berlín                | Alemania       | Velodrom                               |
| 4 de julio de 2007          | Bandera de los Países Bajos | Ámsterdam             | Holanda        | Heineken Music Hall                    |
| 6 de julio de 2007          | Bandera de Luxemburgo       | Esch-sur-Alzette      | Luxemburgo     | Rockhal                                |
| 8 de julio de 2007          | Bandera de Irlanda          | Naas                  | Irlanda        | Oxegen Festival                        |
| 12 de julio de 2007         | Bandera de Italia           | Turin                 | Italia         | Traffic Free Festival                  |
| Norteamérica, Manga #1      |                             |                       |                |                                        |
| 21 de julio de 2007         | Bandera de Estados Unidos   | Los Ángeles, CA       | Estados Unidos | Memorial Sports Arena                  |
| 27 de julio de 2007         | Bandera de Estados Unidos   | Berkeley, CA          | Estados Unidos | Greek Theatre                          |
| 29 de julio de 2007         | Bandera de Estados Unidos   | Seattle, WA           | Estados Unidos | WaMu Theater                           |
| 31 de julio de 2007         | Bandera de Estados Unidos   | Morrison, CO          | Estados Unidos | Red Rocks Amphitheatre                 |
| 3 de agosto de 2007         | Bandera de Estados Unidos   | Chicago, IL           | Estados Unidos | Lollapalooza Festival                  |
| 5 de agosto de 2007         | Bandera de Canadá           | Mississauga, ON       | Canadá         | Arrow Hall                             |
| 7 de agosto de 2007         | Bandera de Canadá           | Montreal, QC          | Canadá         | Centre Bell                            |
| 9 de agosto de 2007         | Bandera de Estados Unidos   | Brooklyn, NY          | Estados Unidos | KeySpan Park                           |
| Norteamérica, Manga #2      |                             |                       |                |                                        |
| 27 de octubre de 2007       | Bandera de Estados Unidos   | Las Vegas, NV         | Estados Unidos | Vegoose Festival                       |
| 31 de octubre de 2007       | Bandera de México           | Ciudad de México      | México         | Palacio de los Deportes                |
| 2 de noviembre de 2007      | Bandera de México           | Monterrey, Nuevo León | México         | Arena Monterrey                        |
| 4 de noviembre de 2007      | Bandera de México           | Guadalajara, Jalisco  | México         | Auditorio Telmex                       |
| Japón y Australia           |                             |                       |                |                                        |
| 6 de diciembre de 2007      | Bandera de Japón            | Kobe                  | Japón          | World Memorial Hall (世界の記念館)     |
| 8 de diciembre de 2007      | Bandera de Japón            | Chiba City            | Japón          | Makuhari Messe (幕張メッセ)            |
| 9 de diciembre de 2007      | Bandera de Japón            | Chiba City            | Japón          | Makuhari Messe (幕張メッセ)            |
| 13 de diciembre de 2007     | Bandera de Australia        | Melbourne             | Australia      | Sidney Myer Music Bowl                 |
| 14 de diciembre de 2007     | Bandera de Australia        | Melbourne             | Australia      | Sidney Myer Music Bowl                 |
| 16 de diciembre de 2007     | Bandera de Australia        | Perth                 | Australia      | The Esplanade                          |
| 20 de diciembre de 2007     | Bandera de Australia        | Brisbane              | Australia      | River Stage                            |
| 22 de diciembre de 2007     | Bandera de Australia        | Sídney                | Australia      | Showground Main Arena                  |